# Casa Joan Parera
La Casa Joan Parera és una obra de Granollers (Vallès Oriental) protegida com a Bé Cultural d'Interès Local.

## Descripció
Habitatge unifamiliar entre parets mitgeres, té una planta baixa i un pis. La seva coberta és a dues vessants i la façana, plana, està arrebossada i coronada per un potent ràfec amb imbricació o motius curvilinis.
La finestra del primer pis té un guardapols molt pujat.
El portal de pedra d'arc pla amb una gran llinda d'una peça, mostra la següent inscripció junt a un escut: "Joan Parera 1565".

## Història
Aquesta casa pertangué a la xarxa de noves construccions fora muralles, bastides el segle xvi.
La primera expansió extra murs seguí el camí ral, de forma lineal, formant els ravals del carrer Corró, al nord, i el de Barcelona al sud.